# محمد صالح الجدیدی
محمد صالح الجدیدی (انگلیسی: Mohamed Salah Jedidi; ۱۷ مارس ۱۹۳۸ – ۱۷ مارس ۲۰۱۴) بازیکن فوتبال اهل تونس بود.
از باشگاه‌هایی که در آن بازی کرده‌است می‌توان به باشگاه فوتبال آفریقایی اشاره کرد.
وی همچنین در تیم ملی فوتبال تونس بازی کرده‌است.